# Mattaponi
La tribu mattaponi ˌætəpoʊˈnaɪ és una de les dues úniques tribus a la Commonwealth de Virgínia que té terra de reserva. El grup més gran, la Tribu Índia Mattaponi viu en una reserva al comtat de King William, que s'estén al llarg de les fronteres del riu Mattaponi, vora West Point (Virgínia).
Els mattaponi són una de les sis tribus hereves de la confederació Powhatan a finals del segle xvi. La tribu parlava una llengua algonquina, com altres membres de la Confederació Powhatan. El cacicat dels Powhatan sumava més de 30 tribus quan els anglesos arribaren i s'establiren a Jamestown en 1607.
Endemés, una banda Mattaponi s'havia assentat des de feia temps fora de la reserva en un llogaret no incorporat anomenat Adamstown, situat en el curs alt del riu Mattaponi. Aquest ha estat identificat com la terra índia als registres que daten del segle xvii. En 1921 la Tribu Upper Mattaponi d'Adamstown s'organitzà com a grup pficial. També és una tribu reconeguda estatalment per Virgínia i posseeix 32 acres (130.000 m²) de terra al comtat de Hanover.

## Història
D'acord amb arqueòlegs, pobles indígenes de successives cultures han estat vivint a la zona de l'actual Virgínia des de fa 15.000 anys. Es creu que les tribus històriques que s'han format en els segles xiv i xv. Les nombroses tribus pertanyien a tres grups lingüístics: algonquí al llarg de la costa i en el Tidewater, Siouan a la zona central i el Piemont, i iroquès a l'interior i al nord. Els grups lingüístics van ser la base de les cultures compartides i d'identificació.

### Seglexvii
En 1607 els indis mattaponi van ser identificats pel seu nom per l'exploradors anglès John Smith, qui va assenyalar que vivien al llarg del riu Mattaponi. William Strachey estima els seus guerrers en 140, el que significa que la tribu probable sumava uns 450.
Durant la segona guerra anglo-powhatan de 1644-1646, els mattaponi van fugir de la seva pàtria al llarg del riu Mattaponi i es van refugiar a les muntanyes al llarg de Piscataway Creek. Amb el cessament de les hostilitats, la tribu va tornar a poc a poc a la seva terra natal. En 1646, al final de la guerra anglo-powhatan, les tribus Powhatan van signar el seu primer tractat amb els anglesos. Pel tractat, els anglesos definien les tribus com a tributparies; assignaren terres per a reserves de diverses tribus i a canvi requerien el pagament d'un tribut anual en pesca i caça.
En 1656-1657, el rei i els caps tribals de la tribu Mattaponi signaren tractats de pau amb la Cort del Comtat de Rappahannock i els jutges de Vell Comtat de Rappahannock. Els membres de la tribu havien de ser tractats igual que els anglesos en la cort i drets civils.

#### Rebel·lió de Bacon
Durant la rebel·lió de Bacon els mattaponi foren una de nombroses tribus innocents atacades per la milícia colonial dirigida per Nathaniel Bacon. Els historiadors creuen que Bacon tenia una rivalitat personal amb el governador Sir William Berkeley, encara que hi havia altres causes de la rebel·lió. Algunes d'aquestes causes foren la disminució dels preus del tabac, la creixent competència comercial de Maryland i Carolina del Nord), un mercat anglès cada vegada més restringit i l'augment dels preus dels béns fabricats pels anglesos (mercantilisme). Les contínues tensions i les incursions d'altres tribus locals de Virgínia van donar Bacon i als seus seguidors un boc expiatori en el qual van dipositar les seves frustracions.
Un cop va acabar el conflicte es va signar el Tractat de Middle Plantation de 29 de maig de 1677. Cockacoeske (weroansqua dels Pamunkey) signà el tractat en nom de nombroses tribus, incloent els mattaponi. Coneguda com "la reina dels pamunkey" pels anglesps, havia succeït el seu marit, Totopotomoi, mort en 1656. Va ser assassinat mentre lluitava al costat dels anglesos. El tractat va marcar el començament d'una època de pau entre les tribus de Virgínia i els anglesos. Més líders tribals signaren el tractat de 1677 que no pas el de gairebé 30 anys abans. Es van tornar a confirmar els pagaments anuals de tributs i s'hi afegiren les tribus siouan i iroqueses com a indis tributaris del govern colonial. El govern va establir més terres de reserva per a les tribus, però alhora els requerí el reconèixer que ells i els seus pobles eren subjectes del rei d'Anglaterra (no hi ha registre del que pensaven les tribus d'aquesta afirmació).
Les tribus mattaponi i pamunkey han seguit prestant a l'estat, successor de la colònia, el pagament del tribut anual estipulat pels tractats de 1646 i 1677.

### Finals del segle XVII
En 1685 els mattaponi juntament amb les tribus pamunkey i chickahominy van assistir a una conferència de tractat a Albany (Nova York). Va ser un intent dels governs colonials de Nova York i Virgínia per posar fi a les guerres entre els iroquesos i les tribus del sud. Els iroquesos sovint havia envaït Virgínia, incloent la porció al llarg dels rius Shenandoah i Ohio. Els colons es va barrejar en la guerra, cosa que mantenia les tribus en un estat d'alerta màxima. La guerra va impedir l'assentament colonial pacífica al país.

### Seglexviii
Els mattaponi continuaren ocupant la seva reserva durant els segles xvii i XVIII. Els colons envaïren terres tribals durant aquest període, segons el registrat per un missioner baptista que va treballar amb la tribu al segle xviii. En 1781 l'aleshores governador Thomas Jefferson també va assenyalar que els colons van usurpar terra índia. Al llarg de la seva història, els mattaponi tenien el seu propi govern tribal independent del lideratge Powhatan. La tribu era part del cacicat.

### Seglexix
Els mattaponi va defensar reiteradament la tribu i la seva terra contra els esforços dels funcionaris locals i individus de disposar dels seus béns i negar la seva existència com a tribu. En 1812 el govern local va tractar de prendre un acre de terra mattaponi per a una presa, però l'intent fou derrotat. En 1843, l'anomenada "Petició Gregory" va al·legar que els pamunkey i mattaponi ja no eren indis. Aquest esforç per deportar els mattaponi i pamunkey de les seves terres també va ser derrotat. Gairebé al mateix temps, l'historiador Henry Howe va informar de dos grups indígenes que vivien al comtat de King William, els pamunkey i els mattaponi. En 1865, es va formar l'Església Baptista Pamunkey, a la que molts mattaponi hi va assistir al llarg dels anys.
Al llarg del segle xix la tribu mattaponi tenia el seu propi lideratge tribal. El 1868 la tribu mattaponi va presentar una llista dels seus caps, líders i membres al Governador. La llista identifica com a cap Ellston Major, líders Austin Key i Robert Toopence i membres tribals Nancy Franklin, Claiborne Key, Austin Key, Jno [Jonathan] Anderson Key, Henry Major, Ellston Major, Ellwood Major, Lee Franklin Major, Coley Major, Mary Major, Parkey Major, John Major, Park Farley Toopence, Elizabeth Toopence, Robert Toopence, Emeline Toopence, Laura Toopence, Mary Catherine Toopence, James C. Toopence, i Lucy J. Toopence. La llista fou signada per Hardin Littlepage i William J. Trimmer, fideïcomissaris de la tribu. Avui dia els membres tribals tracen la seva descendència dels individus d'aquesta llista.
Com les dues últimes tribus que funcionaven com a part del cacicat Powhatan, els pamunkey i els mattaponi van ser tractats per l'Estat de Virgínia com una sola entitat administrativa fins a 1894. Aquest any els mattaponi es van separar formalment dels pamunkey. L'assemblea general de la Commonwealth va respondre en 1894 amb el nomenament de cinc síndics a la tribu mattaponi.
Els mattaponi, com els pamunkey, van ser declarats exempts de certs impostos locals i del comtat. Per la seva banda, la tribu mattaponi tribu va adoptar els estatuts per al seu govern i van establir una escola en la seva reserva.

### Del segle XX a l'actualitat
Durant el segle XX la Tribu Mattaponi i la seva reserva han estat reconeguts repetidament pels governadors i fiscals generals de la Commonwealth. La Tribu Mattaponi també ha estat identificada repetidament en les publicacions acadèmiques i articles periodístics.
La tribu té un govern tradicional, el Consell Tribal Mattaponi, que controla els afers de la reserva. Posseeix la terra en comú, però assigna parcel·les per a ús dels membres, resol els litigis interns, manté la propietat tribal, i protegeix els interessos de la Tribu Mattaponi en les relacions amb les autoritats locals, estatals, i federals. Manté les seves obligacions en virtut del Tractat de la Middle Plantation de 1677 en donar tribut anual al Governador de l'Estat de Virgínia.
Camp Mataponi, situat a Naples, Maine és un campament femení. El seu nom deriva de la Tribu Mattaponi. S'hi conten moltes històries mattaponi.

## Tribu Upper Mattaponi
La Tribu Upper Mattaponi era una banda assentada a la part alta del riu Mattaponi. No pertanyien a la reserva, i s'organitzaren al voltant d'una família dels Adams. El seu fundador va ser probablement James Adams, qui va actuar com a intèrpret entre els mattaponi i els anglesos de 1702 a 1727. L'assentament al segle xix es va registrar com a Adamstown.
En 1921 el grup s'organitzà com a Tribu Upper Mattaponi, i ha estat reconeguda per l'estat de Virgínia. En 1942 construïren l'Indian River View Church, al cor de la seva comunitat Baptista. La següent porta és la de la Sharon Indian School. L'escola original d'una sola aula fou construïda en 1917. Abans d'això els nens mattaponi van ser educats amb els pamunkey, amb els quals mantenien lligams pels governs colonials i estatals. En 1952 l'escola va ser substituïda per una estructura de vuit habitacions. Es va tancar en la dècada de 1960 quan l'estat va acabar amb la política de segregació racial. L'estat va tornar l'escola a la jurisdicció i ús de la tribu en 1987. Ara l'utilitzen com un centre comunitari.